# Reich Ernő
Reich Ernő (Győr, 1887. január 9. – Budapest, 1965. október 5.) magyar gépészmérnök, főmérnök, feltaláló.

## Életpályája

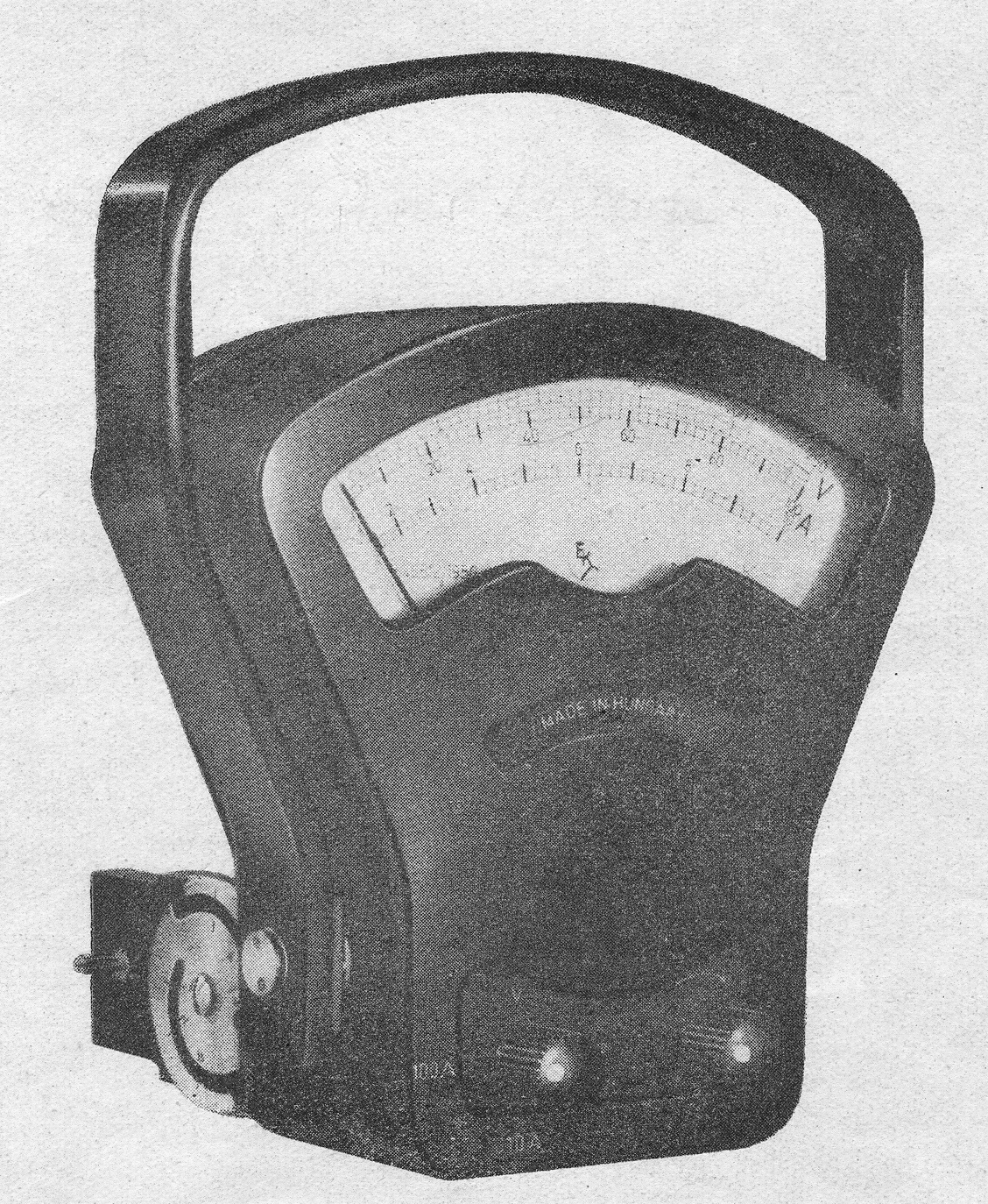
Reich-fogó

Reich Mór és Krausz Háni gyermekeként született. Oklevelét a budapesti Műegyetemen nyerte. 1911-ben az Engel Károly cég kötelékébe lépett, melyet elsősorban találmányaival kisüzemből 1948-ra ezer munkást foglalkoztató elektrotechnikai és finommechanikai műszergyárrá fejlesztett, s melyből előbb az Elektromos Készülékek és Anyagok Gyára, később Villamos Berendezések és Készülékek Gyárának egyik részlege fejlődött. Rövid ideig másodállásban dolgozott a Elektromos Készülékek és Mérőműszerek Gyárában (EKM).
1951-től a Villamos Forgó-géptervező Irodában, majd 1954-től a VILLÉRT-nél (Villamossági és Szerelési Cikkeket Értékesítő Vállalat) működött. 1957-ben nyugalomba vonult. Műszerekre, kisgépekre, szerelési anyagokra vonatkozó belföldi szabadalmainak száma meghaladta a százat, a külföldieké közel nyolcvan volt. Legismertebb, és külföldön is elterjedt találmánya az úgynevezett Reich-fogó. (1926) néven ismert villamossági mérőműszer, mellyel váltakozó áramok feszültsége, áramerőssége, teljesítménye és teljesítménytényezője vezetékbontás nélkül mérhető. A Reich-fogó szabadalmát a Siemens és a General Electric világcégek is megvették és a készüléket gyártották.
1930. december 16-án Budapesten, a Terézvárosban házasságot kötött Rományi István és Kravják Emma lányával, Melánia Jolánnal.